# Liebenwalde

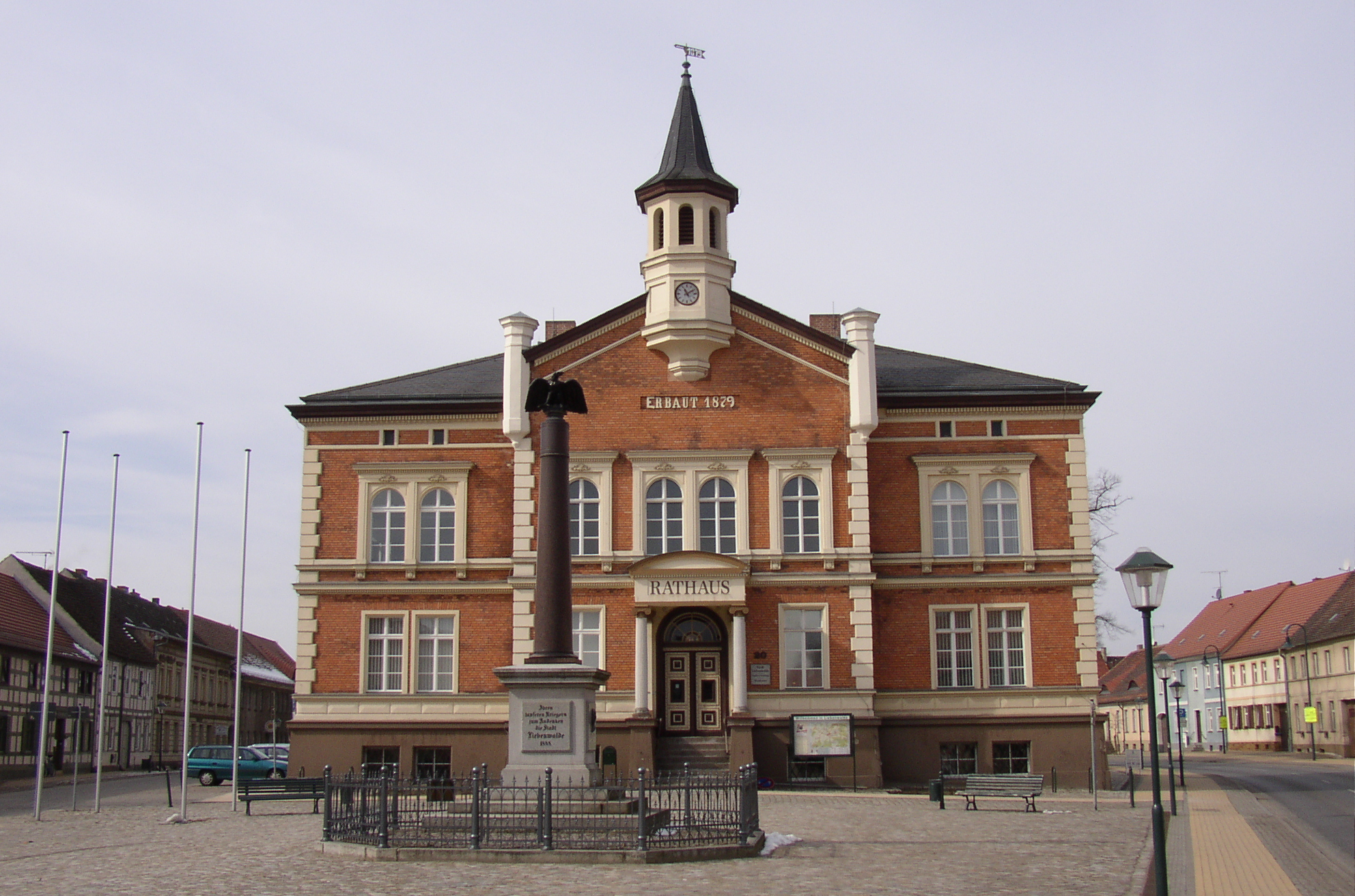
La mairie de Liebenwalde, construite en 1825.

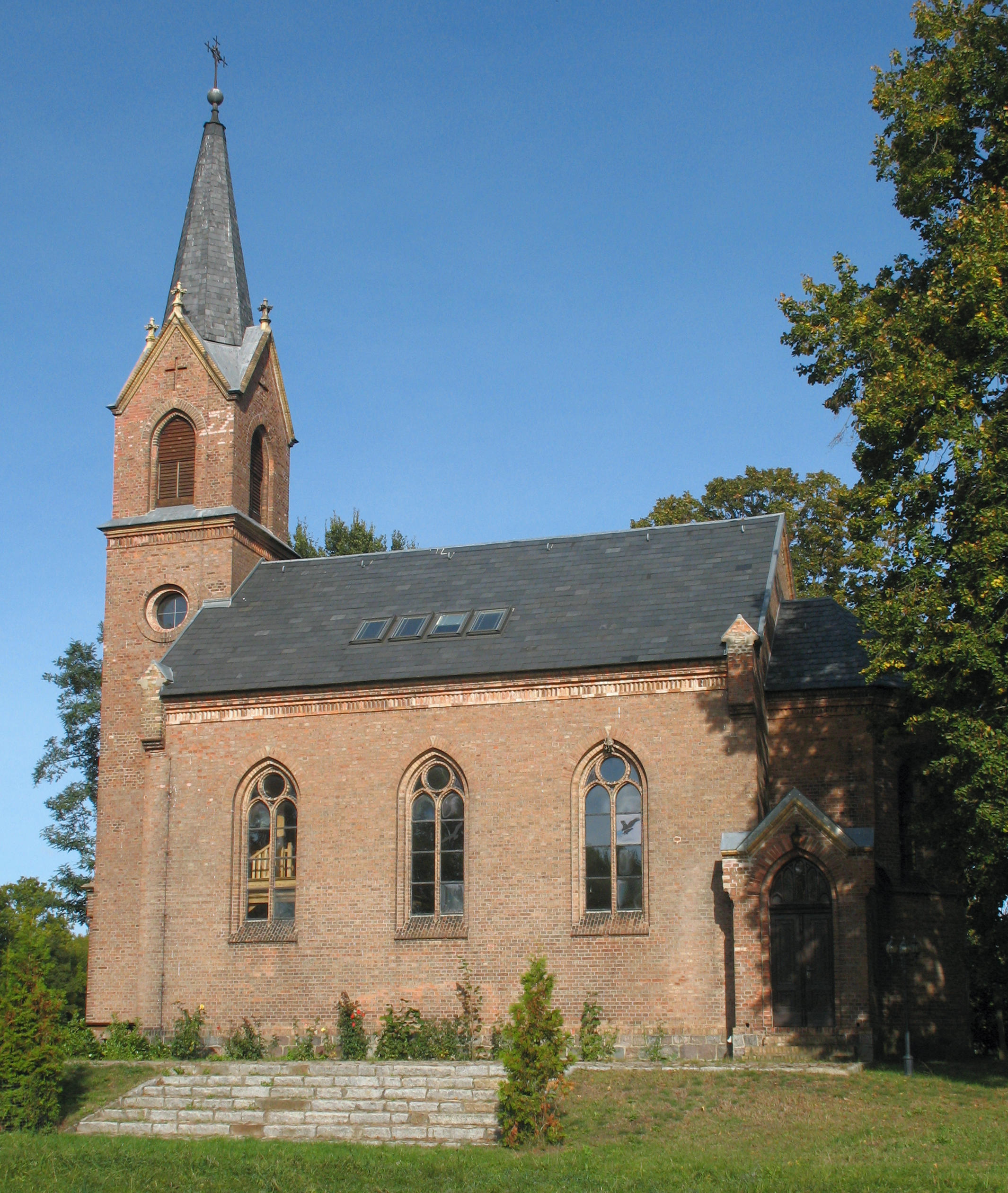
Une église de Kreuzbruch, village dépendant de Liebenwalde.

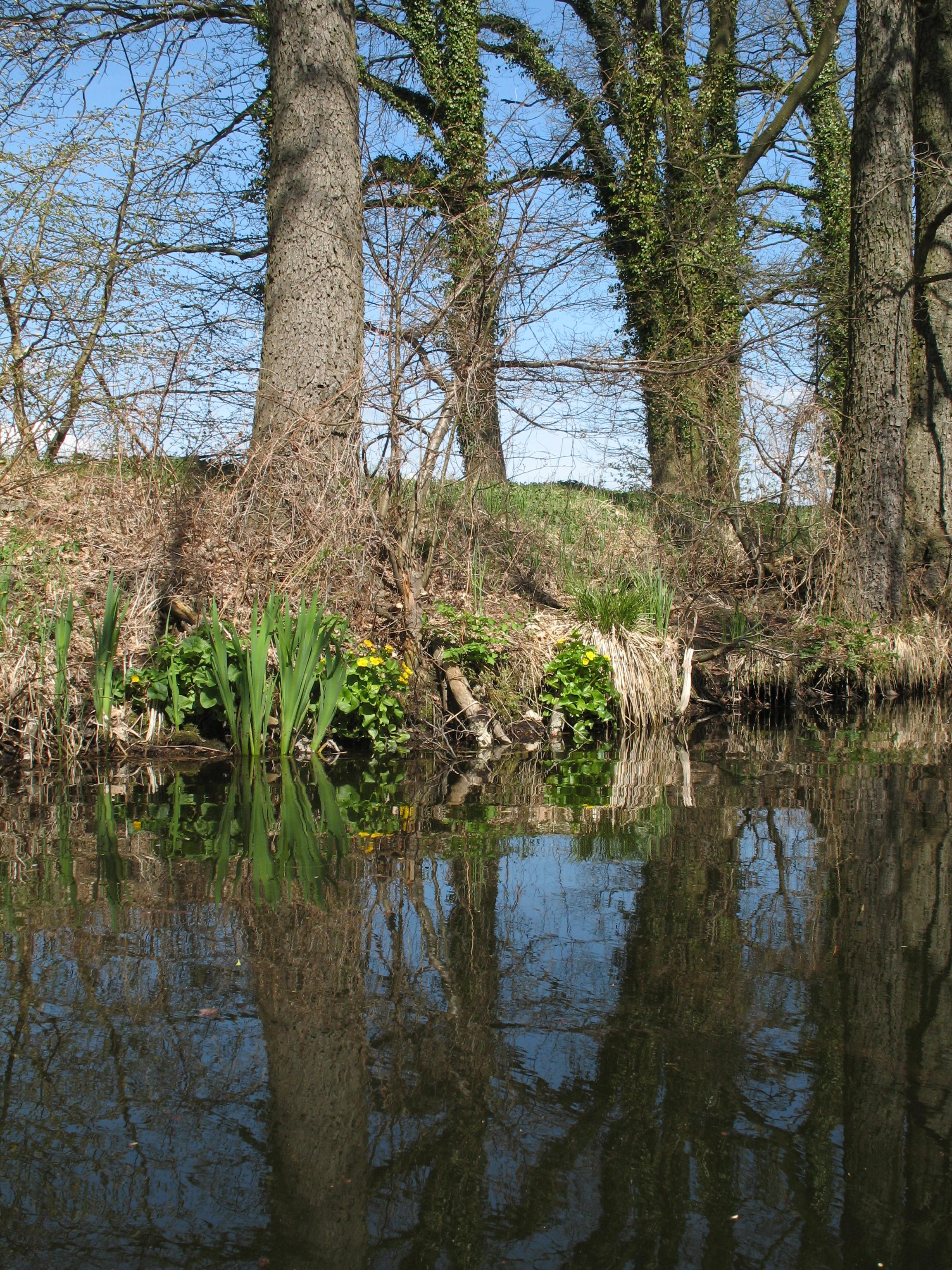
Une des plusieurs rivières de la ville.

Liebenwalde est une ville du Brandebourg (Allemagne), située dans l'arrondissement de Haute-Havel.

## Géographie
Il est situé à 16 km d'Oranienburg et à 39 km du centre de Berlin.

## Histoire
De 1946 à 1948, la ville abrite les quartiers de la Parteihochschule Karl Marx, l'École formant les cadres au marxisme-léninisme, fondée par alors par les soviétiques dans leur zone d'occupation. Ils déménagent ensuite au château d'Hakeburg, puis à Berlin.
En 2003, les limites administratives de la ville sont étendues et incluent les villages de Freienhagen, Hammer, Kreuzbruch, Liebenthal et Neuholland. Le nom de la ville signifie « Forêt de l'amour ».

## Démographie
- Développement de la population dans les limites actuelles. -- Ligne bleue: Population; Ligne pointillé: Comparaison avec le développement de Brandebourg -- Fond gris: Période du régime nazie; Fond rouge: Période du régime communiste
- Évolution recente (ligne bleue) et prévisions sur l'effectif de résidents

| Année | Population |
| ----- | ---------- |
| 1875  | 4 152      |
| 1890  | 4 806      |
| 1910  | 5 314      |
| 1925  | 4 659      |
| 1933  | 4 937      |
| 1939  | 5 236      |
| 1946  | 6 716      |
| 1950  | 6 797      |
| 1964  | 6 089      |
| 1971  | 5 848      |

| Année | Population |
| ----- | ---------- |
| 1981  | 5 354      |
| 1985  | 5 189      |
| 1989  | 5 134      |
| 1990  | 4 997      |
| 1991  | 4 883      |
| 1992  | 4 814      |
| 1993  | 4 719      |
| 1994  | 4 709      |
| 1995  | 4 741      |
| 1996  | 4 736      |

| Année | Population |
| ----- | ---------- |
| 1997  | 4 693      |
| 1998  | 4 686      |
| 1999  | 4 670      |
| 2000  | 4 670      |
| 2001  | 4 692      |
| 2002  | 4 672      |
| 2003  | 4 661      |
| 2004  | 4 608      |
| 2005  | 4 582      |
| 2006  | 4 548      |

| Année | Population |
| ----- | ---------- |
| 2007  | 4 497      |
| 2008  | 4 458      |
| 2009  | 4 390      |
| 2010  | 4 334      |
| 2011  | 4 275      |
| 2012  | 4 229      |
| 2013  | 4 191      |
| 2014  | 4 198      |
| 2015  | 4 261      |
| 2016  | 4 277      |

| Année | Population |
| ----- | ---------- |
| 2017  | 4 284      |
| 2018  | 4 296      |
| 2019  | 4 309      |
| 2020  | 4 368      |

## Jumelage
- Hasloh (Allemagne) depuis 2003[2]